# Kreis Schleswig-Flensburg
Schleswig-Flensburg (Deens: Slesvig-Flensborg), is een Kreis in de Duitse deelstaat Sleeswijk-Holstein. De Kreis telt 202.647 inwoners (31 december 2020) op een oppervlakte van 2.071,59 km². Na Rendsburg-Eckernförde is het in oppervlakte de tweede Kreis van de deelstaat. Kreisstadt is de stad Schleswig.

## Geografie
Schleswig-Flensburg grenst in het noorden aan Denemarken en de Flensburger Fjord. In het oosten grenst het aan de Oostzee. Rondom de Landkreis liggen de Kreisen Noord-Friesland, Rendsburg-Eckernförde en Dithmarschen. Het grondgebied omsluit in het noorden tevens de Kreisfreie Stadt Flensburg.
Het hoogste punt van de Kreis is de Höckeberg met 82 meter. Het een na hoogste punt is de Scheersberg in de streek Angeln. Terwijl Angeln een lange bewoningsgeschiedenis heeft is de streek Stapelholm in het zuidwesten van de Kreis pas betrekkelijk laat ontgonnen.

## Geschiedenis
Het huidige Kreis werd gevormd in 1974 uit de samenvoeging van de voormalige Kreisen Flensburg-Land en Schleswig. De geschiedenis van de streek gaat echter veel verder terug. Langs de Schlei zijn zeer veel vondsten gedaan uit de Steentijd. In Angeln zijn veel Hunebedden bewaard gebleven.
De streek Angeln werd oorspronkelijk bewoond door de Angelen. Vanaf de vijfde eeuw trokken zijn naar Groot-Brittannië en werden naamgever van Engeland. Hun oorspronkelijke woongebied in Sleeswijk raakte waarschijnlijk grotendeels ontvolkt. In de ontvolkte gebieden trokken later waarschijnlijk Juten die op het vasteland waren achtergebleven.

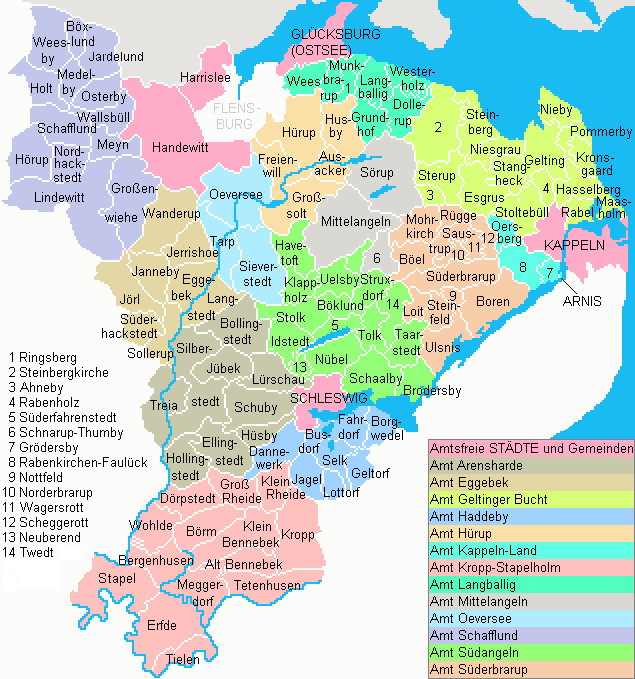
Bestuurlijke indeling van Schleswig-Flensburg

## Steden en gemeenten
| Amtvrije gemeenten en steden                                                                |
| ------------------------------------------------------------------------------------------- |
| - 1. Glücksburg, stad - 2. Handewitt - 3. Harrislee - 4. Kappeln, stad - 5. Schleswig, stad |

Ämter met deelnemende gemeenten (* = bestuurszetel)
| - 1. Amt Arensharde 1. Bollingstedt 2. Ellingstedt 3. Hollingstedt 4. Hüsby 5. Jübek 6. Lürschau 7. Schuby 8. Silberstedt* 9. Treia - 2. Amt Eggebek 1. Eggebek* 2. Janneby 3. Jerrishoe 4. Jörl 5. Langstedt 6. Sollerup 7. Süderhackstedt 8. Wanderup - 3. Amt Geltinger Bucht 1. Ahneby 2. Esgrus 3. Gelting 4. Hasselberg 5. Kronsgaard 6. Maasholm 7. Nieby 8. Niesgrau 9. Pommerby 10. Rabel 11. Rabenholz 12. Stangheck 13. Steinberg 14. Steinbergkirche* 15. Sterup 16. Stoltebüll - 4. Amt Haddeby 1. Borgwedel 2. Busdorf* 3. Dannewerk 4. Fahrdorf 5. Geltorf 6. Jagel 7. Lottorf 8. Selk | - 5. Amt Hürup 1. Ausacker 2. Freienwill 3. Großsolt 4. Hürup* 5. Husby 6. Maasbüll 7. Tastrup - 6. Amt Kappeln-Land [zetel: Kappeln] 1. Arnis, stad 2. Grödersby 3. Oersberg 4. Rabenkirchen-Faulück - 7. Amt Kropp-Stapelholm 1. Alt Bennebek 2. Bergenhusen 3. Börm 4. Dörpstedt 5. Erfde 6. Groß Rheide 7. Klein Bennebek 8. Klein Rheide 9. Kropp* 10. Meggerdorf 11. Norderstapel 12. Süderstapel 13. Tetenhusen 14. Tielen 15. Wohlde - 8. Amt Langballig 1. Dollerup 2. Grundhof 3. Langballig* 4. Munkbrarup 5. Ringsberg 6. Wees 7. Westerholz - 9. Amt Mittelangeln 1. Mittelangeln* 2. Schnarup-Thumby 3. Sörup - 10. Amt Oeversee 1. Oeversee 2. Sieverstedt 3. Tarp* | - 11. Amt Schafflund 1. Böxlund 2. Großenwiehe 3. Holt 4. Hörup 5. Jardelund 6. Lindewitt 7. Medelby 8. Meyn 9. Nordhackstedt 10. Osterby 11. Schafflund* 12. Wallsbüll 13. Weesby - 12. Amt Südangeln 1. Böklund* 2. Brodersby 3. Goltoft 4. Havetoft 5. Idstedt 6. Klappholz 7. Neuberend 8. Nübel 9. Schaalby 10. Stolk 11. Struxdorf 12. Süderfahrenstedt 13. Taarstedt 14. Tolk 15. Twedt 16. Uelsby - 13. Amt Süderbrarup 1. Böel 2. Boren 3. Brebel 4. Dollrottfeld 5. Loit 6. Mohrkirch 7. Norderbrarup 8. Nottfeld 9. Rügge 10. Saustrup 11. Scheggerott 12. Steinfeld 13. Süderbrarup* 14. Ulsnis 15. Wagersrott |

Ahneby ·
Alt Bennebek ·
Arnis ·
Ausacker ·
Bergenhusen ·
Böel ·
Böklund ·
Bollingstedt ·
Boren ·
Borgwedel ·
Börm ·
Böxlund ·
Brebel ·
Brodersby ·
Busdorf ·
Dannewerk ·
Dollerup ·
Dollrottfeld ·
Dörpstedt ·
Eggebek ·
Ellingstedt ·
Erfde ·
Esgrus ·
Fahrdorf ·
Freienwill ·
Gelting ·
Geltorf ·
Glücksburg ·
Goltoft ·
Grödersby ·
Groß Rheide ·
Großenwiehe ·
Großsolt ·
Grundhof ·
Handewitt ·
Harrislee ·
Hasselberg ·
Havetoft ·
Hollingstedt ·
Holt ·
Hörup ·
Hürup ·
Husby ·
Hüsby ·
Idstedt ·
Jagel ·
Janneby ·
Jardelund ·
Jerrishoe ·
Jörl ·
Jübek ·
Kappeln ·
Klappholz ·
Klein Bennebek ·
Klein Rheide ·
Kronsgaard ·
Kropp ·
Langballig ·
Langstedt ·
Lindewitt ·
Loit ·
Lottorf ·
Lürschau ·
Maasbüll ·
Maasholm ·
Medelby ·
Meggerdorf ·
Meyn ·
Mittelangeln ·
Mohrkirch ·
Munkbrarup ·
Neuberend ·
Nieby ·
Niesgrau ·
Norderbrarup ·
Norderstapel ·
Nordhackstedt ·
Nottfeld ·
Nübel ·
Oersberg ·
Oeversee ·
Osterby ·
Pommerby ·
Rabel ·
Rabenholz ·
Rabenkirchen-Faulück ·
Ringsberg ·
Rügge ·
Saustrup ·
Schaalby ·
Schafflund ·
Scheggerott ·
Sleeswijk ·
Schnarup-Thumby ·
Schuby ·
Selk ·
Sieverstedt ·
Silberstedt ·
Sollerup ·
Sörup ·
Stangheck ·
Steinberg ·
Steinbergkirche ·
Steinfeld ·
Sterup ·
Stolk ·
Stoltebüll ·
Struxdorf ·
Süderbrarup ·
Süderfahrenstedt ·
Süderhackstedt ·
Süderstapel ·
Taarstedt ·
Tarp ·
Tastrup ·
Tetenhusen ·
Tielen ·
Tolk ·
Treia ·
Twedt ·
Uelsby ·
Ulsnis ·
Wagersrott ·
Wallsbüll ·
Wanderup ·
Wees ·
Weesby ·
Westerholz ·
Wohlde